# Корпус Бенуа
Ко́рпус Бенуа́ — здание в Санкт-Петербурге на углу набережной канала Грибоедова и Инженерной улицы, западный корпус Михайловского дворца. Находится в ведении Русского музея.

## История
Проект корпуса Бенуа был исполнен в 1910—1912 годах архитекторами Леонтием Бенуа и Сергеем Овсянниковым. Его закладка состоялась 27 июня 1914 года, но начавшаяся война приостановила работы и строительство было закончено только в 1919 году.
Первоначально здание носило название Дворец искусств и предназначалось для устройства выставок различных художественных объединений и союзов. Так, например, в 1917 году здесь была проведена большая выставка «Общины художников», посвящённая 45-летию творческой деятельности Ильи Репина.
В 1932 году был создан отдел современного искусства Русского музея, разместившийся в корпусе Бенуа. В послевоенный период он был соединён специальным переходом со зданием Михайловского дворца. А с 1949 года здесь проводятся выставки современного искусства.